# Wereldkampioenschap halve marathon 1992
Het wereldkampioenschap halve marathon 1992 vond plaats op 20 september 1992. Het was de eerste keer dat de IAAF een wedstrijd organiseerde met als inzet de wereldtitel op de halve marathon. Hierna vond deze wedstrijd jaarlijks plaats. In totaal namen 204 atleten (waarvan 97 mannen, 83 vrouwen, 24 junioren) uit 36 landen deel.
De wedstrijd startte in Newcastle en finishte in South Shields en vond plaats tijdens de Great North Run. De start en finish hadden een hoogteverschil van 30,5 m. In totaal waren er drie titels te behalen, te weten: mannen, vrouwen en junioren. Hiernaast werd er op elk onderdeel een teamkampioenschap gehouden. Deze werd berekend op grond van de totaaltijd van de drie snelste lopers van elk land.

## Uitslagen

### Mannen

#### Individueel
| Rang   | Atleet                 | Land | Tijd    | Opmerkingen |
| ------ | ---------------------- | ---- | ------- | ----------- |
| Goud   | Benson Masya           | KEN  | 1:00.24 |             |
| Zilver | Antonio Silio          | ARG  | 1:00.40 |             |
| Brons  | Boay Akonay            | TAN  | 1:00.45 |             |
| 4      | Lameck Aguta           | KEN  | 1:00.55 |             |
| 5      | Joseph Keino           | KEN  | 1:01.06 |             |
| 6      | Dave Lewis             | GBR  | 1:01.17 |             |
| 7      | Artur Castro           | BRA  | 1:01.18 |             |
| 8      | Alejandro Gómez        | ESP  | 1:01.20 |             |
| 9      | Cosmas Ndeti           | KEN  | 1:01.34 |             |
| 10     | Paul Evans             | GBR  | 1:01.38 |             |
| 11     | Xolile Yawa            | RSA  | 1:01.48 |             |
| 12     | Antoni Peña            | ESP  | 1:01.48 |             |
| 13     | Koichi Fujita          | JPN  | 1:01.53 |             |
| 14     | Francesco Panetta      | ITA  | 1:01.55 |             |
| 15     | Malcolm Norwood        | AUS  | 1:01.56 |             |
| 16     | Carl Thackery          | GBR  | 1:01.59 |             |
| 17     | William Reifsnyder     | USA  | 1:02.00 |             |
| 18     | Luca Barzaghi          | ITA  | 1:02.06 |             |
| 19     | Junji Haraguchi        | JPN  | 1:02.08 |             |
| 20     | Ronaldo da Costa       | BRA  | 1:02.10 |             |
| 21     | Pascal Fetizon         | FRA  | 1:02.11 |             |
| 22     | Melese Feissa          | ETH  | 1:02.14 |             |
| 23     | Kamal Kohil            | ALG  | 1:02.25 |             |
| 24     | Delmir dos Santos      | BRA  | 1:02.28 |             |
| 25     | Severino Bernardini    | ITA  | 1:02.28 |             |
| 26     | Mark Flint             | GBR  | 1:02.29 |             |
| 27     | Kenjiro Jitsui         | JPN  | 1:02.33 |             |
| 28     | Vincenzo Modica        | ITA  | 1:02.33 |             |
| 29     | John Vermeule          | NED  | 1:02.33 |             |
| 30     | Bertrand Itsweire      | FRA  | 1:02.37 |             |
| 31     | Steve Brace            | GBR  | 1:02.38 |             |
| 32     | Róbert Štefko          | TCH  | 1:02.41 |             |
| 33     | Luigi Di Lello         | ITA  | 1:02.48 |             |
| 34     | Hiroshi Tako           | JPN  | 1:02.51 |             |
| 35     | James Kariuki          | KEN  | 1:02.55 |             |
| 36     | Marti ten Kate         | NED  | 1:02.57 |             |
| 37     | Meshack Mogotsi        | RSA  | 1:03.03 |             |
| 38     | Hendrik Thukwane       | RSA  | 1:03.04 |             |
| 39     | Alberto Juzdado        | ESP  | 1:03.08 |             |
| 40     | Didier Bernard         | FRA  | 1:03.12 |             |
| 41     | Philippe Rémond        | FRA  | 1:03.24 |             |
| 42     | Gerard Kappert         | NED  | 1:03.33 |             |
| 43     | Naoto Suzuki           | JPN  | 1:03.33 |             |
| 44     | Steffen Dittmann       | GER  | 1:03.34 |             |
| 45     | Carlos Bautista        | MEX  | 1:03.46 |             |
| 46     | Sid-Ali Sakhri         | ALG  | 1:03.46 |             |
| 47     | Wolde Silasse Melkessa | ETH  | 1:03.47 |             |
| 48     | Rafael Zepeda          | MEX  | 1:03.57 |             |
| 49     | Ronny Ligneel          | BEL  | 1:03.59 |             |
| 50     | Rodrigo Gavela         | ESP  | 1:03.59 |             |
| 51     | Gert Thys              | RSA  | 1:04.03 |             |
| 52     | Mirko Vindiš           | SLO  | 1:04.04 |             |
| 53     | Bjørn Nordheggen       | NOR  | 1:04.06 |             |
| 54     | Frank Bjørkli          | NOR  | 1:04.08 |             |
| 55     | Azzedine Sakhri        | ALG  | 1:04.16 |             |
| 56     | Kurt Stenzel           | GER  | 1:04.24 |             |
| 57     | Kidane Gebrmichael     | ETH  | 1:04.25 |             |
| 58     | Chad Bennion           | USA  | 1:04.30 |             |
| 59     | Igor Šalamun           | SLO  | 1:04.31 |             |
| 60     | Noel Berkeley          | IRL  | 1:04.35 |             |
| 61     | Walter af Donner       | SWE  | 1:04.38 |             |
| 62     | Martin Vrábel          | TCH  | 1:04.39 |             |
| 63     | Benjamin McIntosh      | USA  | 1:04.39 |             |
| 64     | Roy Dooney             | IRL  | 1:04.41 |             |
| 65     | Antonio Rapisarda      | FRA  | 1:04.45 |             |
| 66     | Axel Krippschock       | GER  | 1:04.45 |             |
| 67     | Mohamed Selmi          | ALG  | 1:04.50 |             |
| 68     | Roman Kejžar           | SLO  | 1:04.51 |             |
| 69     | Jan van Rijthoven      | NED  | 1:04.52 |             |
| 70     | Chaouki Achour         | ALG  | 1:04.53 |             |
| 71     | Matthews Motshwarateu  | RSA  | 1:04.54 |             |
| 72     | Amit Neʼeman           | ISR  | 1:04.56 |             |
| 73     | Evaldo Souza           | BRA  | 1:04.59 |             |
| 74     | Zachariah Ditetso      | BOT  | 1:05.20 |             |
| 75     | Ole Hansen             | DEN  | 1:05.23 |             |
| 76     | Rainer Wachenbrunner   | GER  | 1:05.24 |             |
| 77     | Jan Korevaar           | NED  | 1:05.46 |             |
| 78     | Gerry Healy            | IRL  | 1:05.46 |             |
| 79     | Juan Antonio Crespo    | ESP  | 1:05.47 |             |
| 80     | Peter Troldborg        | DEN  | 1:05.48 |             |
| 81     | Terje Näss             | NOR  | 1:05.51 |             |
| 82     | Roger Bjørkli          | NOR  | 1:05.52 |             |
| 83     | Haji Bulbula           | ETH  | 1:05.55 |             |
| 84     | Demeke Bekele          | ETH  | 1:06.03 |             |
| 85     | Ángel Vizcarrondo      | PUR  | 1:06.07 |             |
| 86     | Herman De Coux         | BEL  | 1:06.12 |             |
| 87     | Tom Maher              | IRL  | 1:06.22 |             |
| 88     | Chris Fox              | USA  | 1:06.52 |             |
| 89     | Kelekwang Sera         | BOT  | 1:07.26 |             |
| 90     | Marc Ruell             | BEL  | 1:08.16 |             |
| 91     | Gerard Assoman         | CIV  | 1:08.27 |             |
| 92     | Soro Bassirima         | CIV  | 1:09.13 |             |
| 93     | Kabo Gabaseme          | BOT  | 1:12.15 |             |
| 94     | Salvador García        | MEX  | 1:13.19 |             |
| —      | Aivar Tsarski          | EST  | DNF     |             |
| —      | Mark Plaatjes          | USA  | DNF     |             |

#### Team
| rang | Team                                    | deelnemers                                                       |
| ---- | --------------------------------------- | ---------------------------------------------------------------- |
| 1    | Kenia                                   | Benson Masya (1e) Lameck Aguta (4e) Joseph Keino (5e)            |
| 2    | Verenigd Koninkrijk (samen met Ierland) | David Lewis (6e) Paul Evans (10e) Carl Thackery (16e)            |
| 3    | Brazilië                                | Artur Castro (7e) Ronaldo da Costa (20e) Delmir dos Santos (24e) |

### Vrouwen

#### Individueel
| Rang   | Atlete                             | Land | Tijd    | Opmerkingen |
| ------ | ---------------------------------- | ---- | ------- | ----------- |
| Goud   | Liz McColgan                       | GBR  | 1:08.53 |             |
| Zilver | Megumi Fujiwara                    | JPN  | 1:09.21 |             |
| Brons  | Rosanna Munerotto                  | ITA  | 1:09.38 |             |
| 4      | Anuța Cătună                       | ROU  | 1:10.25 |             |
| 5      | Miyoko Asahina                     | JPN  | 1:10.27 |             |
| 6      | Fatuma Roba                        | ETH  | 1:10.28 |             |
| 7      | Eriko Asai                         | JPN  | 1:10.51 |             |
| 8      | Birgit Jerschabek                  | GER  | 1:10.53 |             |
| 9      | Nadezhda Ilyina                    | GOS  | 1:10.58 |             |
| 10     | Iulia Negura                       | ROU  | 1:10.59 |             |
| 11     | Akari Takemoto                     | JPN  | 1:11.01 |             |
| 12     | Andrea Wallace                     | GBR  | 1:11.21 |             |
| 13     | Päivi Tikkanen                     | FIN  | 1:11.22 |             |
| 14     | Gordon Bloch                       | USA  | 1:11.34 |             |
| 15     | Joy Smith                          | USA  | 1:11.43 |             |
| 16     | Colleen De Reuck                   | RSA  | 1:11.46 |             |
| 17     | Alena Peterková                    | TCH  | 1:11.53 |             |
| 18     | Annick Clouvel                     | FRA  | 1:11.59 |             |
| 19     | Aurica Buia                        | ROU  | 1:12.03 |             |
| 20     | Diane Bussa                        | USA  | 1:12.15 |             |
| 21     | Bente Moe                          | NOR  | 1:12.20 |             |
| 22     | Marjan Freriks                     | NED  | 1:12.23 |             |
| 23     | Martha Ernstdóttir                 | ISL  | 1:12.25 |             |
| 24     | Maria Guida                        | ITA  | 1:12.26 |             |
| 25     | Galina Ikonnikova                  | GOS  | 1:12.27 |             |
| 26     | Hilde Stavik                       | NOR  | 1:12.29 |             |
| 27     | Judit Nagy                         | HUN  | 1:12.43 |             |
| 28     | Rizoneide Vanderley                | BRA  | 1:12.46 |             |
| 29     | Carla Beurskens                    | NED  | 1:12.46 |             |
| 30     | Tatyana Titova                     | GOS  | 1:12.48 |             |
| 31     | Suzanne Rigg                       | GBR  | 1:12.49 |             |
| 32     | Emma Scaunich                      | ITA  | 1:12.53 |             |
| 33     | Ritva Lemettinen                   | FIN  | 1:12.57 |             |
| 34     | Kerstin Pressler                   | GER  | 1:13.00 |             |
| 35     | Wanda Panfil                       | POL  | 1:13.01 |             |
| 36     | Dominique Le Pechoux               | FRA  | 1:13.09 |             |
| 37     | Marian Sutton                      | GBR  | 1:13.09 |             |
| 38     | Adriana Barbu                      | ROU  | 1:13.14 |             |
| 39     | Rocío Ríos                         | ESP  | 1:13.23 |             |
| 40     | Susanne Nedergaard                 | DEN  | 1:13.25 |             |
| 41     | Gabriela Wolf                      | GER  | 1:13.28 |             |
| 42     | Grete Kirkeberg                    | NOR  | 1:13.30 |             |
| 43     | Jane Welzel                        | USA  | 1:13.30 |             |
| 44     | Tatyana Pentukova                  | GOS  | 1:13.45 |             |
| 45     | Ana Isabel Alonso                  | ESP  | 1:13.49 |             |
| 46     | Nicole Whiteford                   | RSA  | 1:13.53 |             |
| 47     | Ursula Noctor                      | IRL  | 1:13.57 |             |
| 48     | Debbi Morris                       | USA  | 1:13.58 |             |
| 49     | Odile Ohier                        | FRA  | 1:14.04 |             |
| 50     | Marianne van de Linde              | NED  | 1:14.06 |             |
| 51     | Grace de Oliveira                  | RSA  | 1:14.07 |             |
| 52     | Soledad Castro Soliño              | ESP  | 1:14.08 |             |
| 53     | Anita Palshøj                      | DEN  | 1:14.10 |             |
| 54     | Anne van Schuppen                  | NED  | 1:14.14 |             |
| 55     | Isabella Moretti                   | SUI  | 1:14.25 |             |
| 56     | Silva Vivod                        | SLO  | 1:14.25 |             |
| 57     | Viviany de Oliveira                | BRA  | 1:14.29 |             |
| 58     | Sally Eastall                      | GBR  | 1:14.33 |             |
| 59     | Andrea Fleischer                   | GER  | 1:15.17 |             |
| 60     | Maria Lelut                        | FRA  | 1:15.25 |             |
| 61     | Sonja Laxton                       | RSA  | 1:15.26 |             |
| 62     | Emebet Abossa                      | ETH  | 1:15.29 |             |
| 63     | María Luisa Muñoz                  | ESP  | 1:15.44 |             |
| 64     | Nelly Glauser                      | SUI  | 1:15.58 |             |
| 65     | Sara Romé                          | SWE  | 1:16.07 |             |
| 66     | Jocelyne Villeton                  | FRA  | 1:16.19 |             |
| 67     | Carmen Mingorance                  | ESP  | 1:16.39 |             |
| 68     | Marlie Marutiak                    | NED  | 1:16.47 |             |
| 69     | Márta Visnyei                      | HUN  | 1:16.51 |             |
| 70     | Gadissie Edato                     | ETH  | 1:17.09 |             |
| 71     | Myriam Dumont                      | BEL  | 1:17.11 |             |
| 72     | Christine Smith                    | IRL  | 1:17.13 |             |
| 73     | Cathy Smith                        | IRL  | 1:17.32 |             |
| 74     | Anette Nielsen                     | DEN  | 1:17.37 |             |
| 75     | Marie-Christine Deurbroeck         | BEL  | 1:18.21 |             |
| 76     | Karen Gobby                        | AUS  | 1:18.24 |             |
| 77     | Mazal Shalom                       | ISR  | 1:18.27 |             |
| 78     | Fikirte Gebremichael               | ETH  | 1:18.29 |             |
| 79     | Debbie van Rensburg                | RSA  | 1:19.33 |             |
| 80     | Frances Murphy                     | IRL  | 1:20.42 |             |
| 81     | Mary Brayley                       | IRL  | 1:21.08 |             |
| 82     | Viviane Van Buggenhout             | BEL  | 1:24.52 |             |
| —      | Kelly Lopes dos Santos/de Oliveira | BRA  | DNF     |             |
| —      | Ann-Catrin Nordman                 | FIN  | DNF     |             |

#### Team
| rang | Team                                    | Comptetitors                                              |
| ---- | --------------------------------------- | --------------------------------------------------------- |
| 1    | Japan                                   | Megumi Fujiwara (2e) Miyoko Asahina (5e) Eriko Asai (7e)  |
| 2    | Verenigd Koninkrijk (samen met Ierland) | Liz McColgan (1e) Andrea Wallace (12e) Suzanne Rigg (31e) |
| 3    | Roemenië                                | Anuța Cătună (4e) Iulia Negura (10e) Aurica Buia (19e)    |

### Junior Mannen

#### Individueel
| Rang   | Atleet               | Land | Tijd    | Opmerkingen |
| ------ | -------------------- | ---- | ------- | ----------- |
| Goud   | Kassa Tadesse        | ETH  | 1:04.51 |             |
| Zilver | Meck Mothuli         | RSA  | 1:05.01 |             |
| Brons  | Francesco Ingargiola | ITA  | 1:05.18 |             |
| 4      | Salvatore Orgiana    | ITA  | 1:05.40 |             |
| 5      | Zeryihun Bekele      | ETH  | 1:06.26 |             |
| 6      | Isaac Radebe         | RSA  | 1:06.36 |             |
| 7      | Ottaviano Andriani   | ITA  | 1:06.41 |             |
| 8      | Matteo Palumbo       | ITA  | 1:07.12 |             |
| 9      | Tesfaye Etecha       | ETH  | 1:07.39 |             |
| 10     | Henno Haava          | EST  | 1:07.44 |             |
| 11     | Enoch Skosana        | RSA  | 1:08.27 |             |
| 12     | Marcel Matanin       | TCH  | 1:09.04 |             |
| 13     | Rain Miljan          | EST  | 1:09.11 |             |
| 14     | Dirk Berger          | GER  | 1:09.18 |             |
| 15     | Péter Werner         | HUN  | 1:09.48 |             |
| 16     | Zsolt Füleki         | HUN  | 1:10.09 |             |
| 17     | Yared Kebede         | ETH  | 1:10.15 |             |
| 18     | Christoph Melcher    | GER  | 1:10.41 |             |
| 19     | Jesús Alvarado       | ESP  | 1:11.49 |             |
| 20     | Jan Diekow           | GER  | 1:13.11 |             |
| 21     | Dirk Schinkoreit     | GER  | 1:13.51 |             |
| 22     | János Bohus          | HUN  | 1:14.15 |             |
| 23     | Tobias Lindenmayer   | GER  | 1:14.15 |             |
| —      | Maurizio Gemetto     | ITA  | DNF     |             |

#### Team
| rang | Team        | deelnemers                                                               |
| ---- | ----------- | ------------------------------------------------------------------------ |
| 1    | Italië      | Francesco Ingargiola (3e) Salvatore Orgiana (4e) Ottaviano Andriani (7e) |
| 2    | Ethiopië    | Kassa Tadesse (1e) Zeryihun Bekele (5e) Tesfaye Eticha (9e)              |
| 3    | Zuid-Afrika | Meck Mothuli (2e) Isaac Radebe (6e) Enoch Skosana (11e)                  |

1992 · 
1993 · 
1994 · 
1995 · 
1996 · 
1997 · 
1998 · 
1999 · 
2000 · 
2001 · 
2002 · 
2003 · 
2004 · 
2005 · 
2006 · 
2007 · 
2008 · 
2009 · 
2010 ·
2012 ·
2014 ·
2016 ·
2018